# بيرت موريسو
برت ماري بولين موريزو (14 يناير 1841 - 2 مارس 1895) كانت رسامة فرنسية وعضوًا في دائرة الرسامين في باريس الذين أصبحوا معروفين باسم الانطباعيين.
في عام 1864، عرضت موريزو أعمالها لأول مرة في الصالون الباريسي المرموق. كان الصالون، الذي ترعاه الحكومة ويشرف عليه أكاديميون، المعرض الرسمي السنوي لأكاديمية الفنون الجميلة في باريس. تم اختيار أعمالها للعرض في ستة صالونات لاحقة، حتى عام 1874، عندما انضمت إلى "المرفوضين" من الانطباعيين في أول معارضهم الخاصة، والذي شمل بول سيزان، وإدغار ديغا، وكلود مونيه، وكاميل بيسارو، وبيير أوغست رينوار، وألفريد سيسلي. أُقيم المعرض في استوديو المصور الفوتوغرافي نادار. واصلت موريزو المشاركة في جميع المعارض الانطباعية اللاحقة، باستثناء واحد، بين عامي 1874 و1886. 
تزوجت موريسو من يوجين مانيه ، شقيق صديقها وزميلها إدوارد مانيه . 
وصفها الناقد الفني جوستاف جيفروي في عام 1894 بأنها واحدة من (السيدات الثلاث العظيمات) في الانطباعية إلى جانب ماري براكيموند وماري كاسات . 

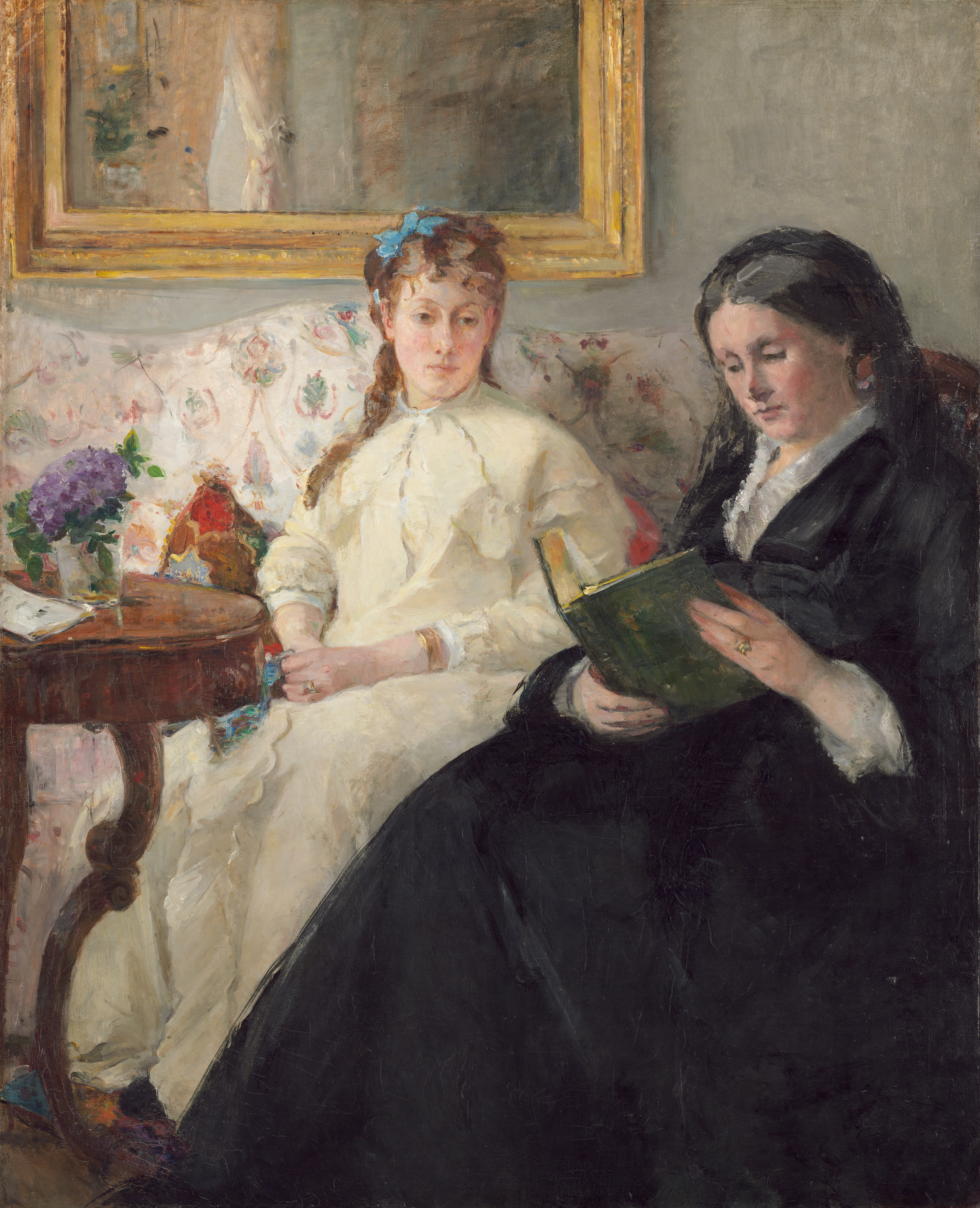
بيرث موريسوت، Portrait de Mme Morisot et de sa fille Mme Pontillon ou Laحاضرة (أم الفنانة وأختها - ماري جوزفين وإدما) 1869/70

## أعمال

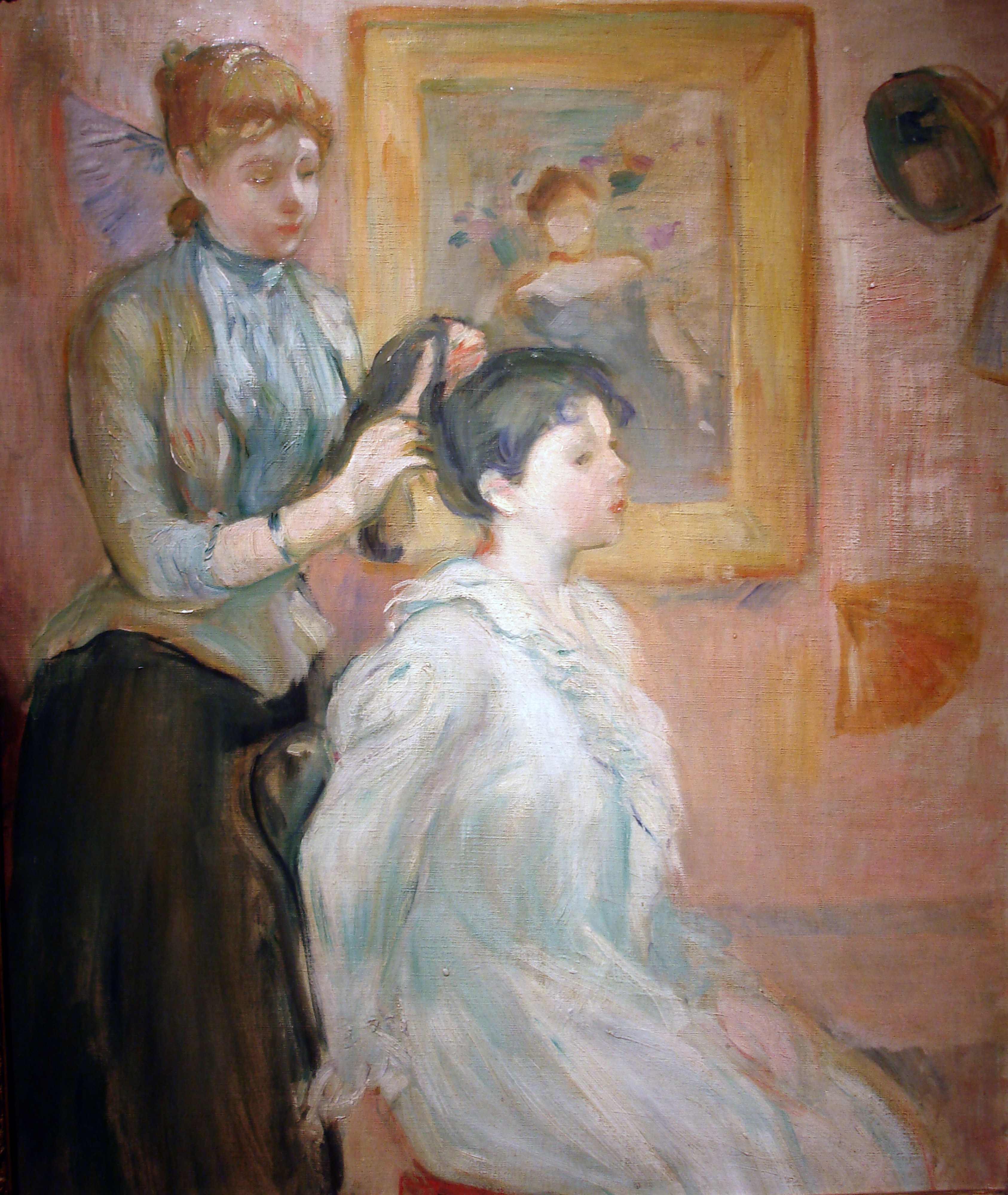
تصفيفة الشعر ، 1894

### مجموعة مختارة من الأعمال
هذه القائمة غير كاملة، يمكنك المساعدة عن طريق توسيعها بإدخالات معتمدة.
يعتمد هذا الاختيار المحدود جزئيًا على كتاب Berthe Morisot للمؤلفين تشارلز ف. ستوكي، وويليام ب. سكوت، وسوزان ج. ليندسي، والذي يستند بدوره إلى كتالوج عام 1961 الذي أعدته ماري-لويز باتاي، وديني رور، وجورج فيلدنشتاين. هناك اختلافات في تواريخ التنفيذ، وأول عرض، وشراء الأعمال. قد تختلف العناوين بين المصادر.

### قائمة أعمال بيرث موريزو (1864-1874)
- Étude، 1864، زيت على قماش، 60.3 × 73 سم، مجموعة خاصة.
- Chaumière en Normandie، 1865، زيت على قماش، 46 × 55 سم، مجموعة خاصة.
- La Seine en aval du pont d'Iéna، 1866، زيت على قماش، 51 × 73 سم، مجموعة خاصة.
- La Rivière de Pont Aven à Roz-Bras، 1867، زيت على قماش، 55 × 73 سم، مجموعة خاصة – شيكاغو.
- Bateaux à l'aurore، 1869، باستيل على ورق، 19.7 × 26.7 سم، مجموعة خاصة.
- Jeune fille à sa fenêtre، 1869، زيت على قماش، 36.8 × 45.4 سم، مجموعة خاصة.
- Madame Morisot et sa fille Madame Pontillon (La Lecture)، 1869–1870، زيت على قماش، 101 × 81.8 سم، المعرض الوطني للفنون، واشنطن العاصمة.
- Vue du petit port de Lorient (The Harbor at Lorient)، 1869، زيت على قماش، 43 × 72 سم، المعرض الوطني للفنون، واشنطن العاصمة.
- Le Port de Cherbourg، 1871، قلم مائي وألوان مائية على ورق، 15.6 × 20.3 سم، مجموعة خاصة لبول ميلون، فيرجينيا.
- Le Port de Cherbourg، 1871، زيت على قماش، 41.9 × 55.9 سم، مجموعة خاصة لبول ميلون، فيرجينيا.
- Vue de Paris de hauteurs du Trocadéro، 1871، زيت على قماش، 46.1 × 81.5 سم، متحف سانتا باربرا للفنون، كاليفورنيا.
- Femme et enfant au balcon، 1871–72، ألوان مائية، 20.6 × 17.3 سم، معهد الفنون في شيكاغو.
- Intérieur، 1871، زيت على قماش، 60 × 73 سم، مجموعة خاصة.
- Portrait de Madame Pontillon، 1871، باستيل على ورق، 85.5 × 65.8 سم، متحف اللوفر – مجموعة متحف أورسيه.
- L'Entrée du port، 1871، ألوان مائية على ورق، 24.9 × 15.1 سم، متحف ليون أليرغ، بانولس-سور-سيز.
- Madame Pontillon et sa fille Jeanne sur un canapé، 1871، ألوان مائية على ورق، 25.1 × 25.9 سم، المعرض الوطني للفنون، واشنطن.
- Jeune fille sur un banc (Edma Pontillon)، 1872، زيت على قماش، 33 × 41 سم.
- Cache-cache، 1872، زيت على قماش، 33 × 41 سم، مجموعة خاصة.
- Le Berceau، 1872، زيت على قماش، 56 × 46 سم، متحف أورسيه، باريس.
- La Lecture (Edma lisant) also titled L'Ombrelle verte، 1873، زيت على قماش، 45.1 × 72.4 سم، متحف كليفلاند للفنون، أوهايو.
- Sur la plage des Petites-Dalles، 1873، زيت على قماش، 24.1 × 50.2 سم، متحف فيرجينيا للفنون الجميلة، ريتشموند، فيرجينيا.
- Madame Boursier et sa fille، 1873، زيت على قماش، 74 × 52 سم، متحف فيرجينيا للفنون الجميلة.
- Le Village de Maurecourt، 1873، باستيل على ورق، 47 × 71.8 سم، مجموعة خاصة.
- Coin de Paris vu de Passy، 1873، باستيل على ورق، 27 × 34.9 سم، مجموعة خاصة.
- Sur la terrasse، 1874، زيت على قماش، 45 × 54 سم، متحف بيتي باليه، باريس.
- In a Villa by the Seaside، 1874، زيت على قماش، 50.2 × 61 سم، مؤسسة نورتون سيمون للفنون، متحف نورتون سيمون، باسادينا، كاليفورنيا.
- Portrait de Madame Hubbard، 1874، زيت على قماش، 50.5 × 81 سم، متحف أوردرابغارد، كوبنهاغن.
- Femme et enfant au bord de la mer، 1874، ألوان مائية على ورق، 16 × 21.3 سم، مجموعة خاصة.
- Dans le parc، حوالي 1874، باستيل على ورق، 72.5 × 91.8 سم، متحف الفنون الجميلة لمدينة باريس، بيتي باليه.

هذه القائمة تسلط الضوء على أعمال موريزو في الفترة المبكرة من مسيرتها الفنية، وتُظهر تطورها كأحد أبرز فناني الانطباعية.